# 조시카시마시모노가타리
조시카시마시모노가타리(女子かしまし物語 떠들썩한 여자들의 이야기[*])는 2004년 7월 22일에 발매된 모닝구무스메의 스물세 번째 싱글이다.

## 개요
- 쯔지 노조미, 카고 아이가 참가한 마지막 싱글이다.

## 수록곡
1. 女子かしまし物語
작사, 작곡 : 층쿠 / 편곡 : 스즈키Daichi히데유키
2. がんばれ 日本 サッカー ファイト!
작사, 작곡 : 층쿠 / 편곡 : 고니시 다카오
3. 女子かしまし物語 (Instrumental)

## 참가 뮤지션
※괄호는 트랙 번호
- 스즈키Daichi히데유키 - 프로그래밍, 기타, 베이스 (1)
- 다케가미 요시나리 - 플러스 어렌지 (1), 색소폰 (1, 2), 플루트 (2)
- 고바야시 훗시 - 트럼펫 (1)
- 가와이 와카바 - 트럼본 (1)
- 층쿠♂ - 코러스 (1, 2)
- 고니시 다카오 - 프로그래밍, 키보드 (2)
- 스즈키 마사노리 - 트럼펫 (2)
- GENTA - 퍼커션 (2)
- 후루야"chibi"게이코 - 코러스 (2)

## 파생작
- 女子かしまし物語2
  - 앨범 사랑의 제6감에 수록. 졸업한 츠지 노조미, 카고 아이를 제외한 12명 버전이며, 가사가 다르다. 각자의 파트를 주제의 주인공인 멤버들이 부르며, 층쿠가 멤버의 이름을 호명한다.

- 女子かしまし物語3
  - 앨범 레인보우 7에 수록. 쿠스미 코하루가 가입한 후의 곡으로, 쿠스미 코하루의 파트를 포함해 편곡되었으며, 가사가 다르다. 쓰부야키 시로가 곤노 파트에 참여하였다.

- 2008년 봄에 열린 콘서트 《모닝구무스메 콘서트 투어 2008 봄 싱글 대전집!!》에서의 메들이 곡에 포함되었다. 이 가사는 8기 미츠이 아이카와 8기 유학생 쥰쥰, 링링의 파트가 포함된 곡이다. 한편, 가사가 다르지만 이 콘서트가 수록 된 DVD에는 '女子かしまし物語'로만 기입되어 있다.

- 女子かしまし物語 (2011ドリムス。Ver.)
  - 2011년 발매된 드림 모닝구무스메의 앨범 드림스 ①에 수록 되었다. 모닝구무스메를 졸업한 나카자와 유코, 이이다 카오리, 아베 나츠미, 야스다 케이, 야구치 마리, 요시자와 히토미, 이시카와 리카, 오가와 마코토, 후지모토 미키, 쿠스미 코하루가 참가하였다.

## 차트
- 주간최고순위 3위 (오리콘 차트)